# José Eusébio

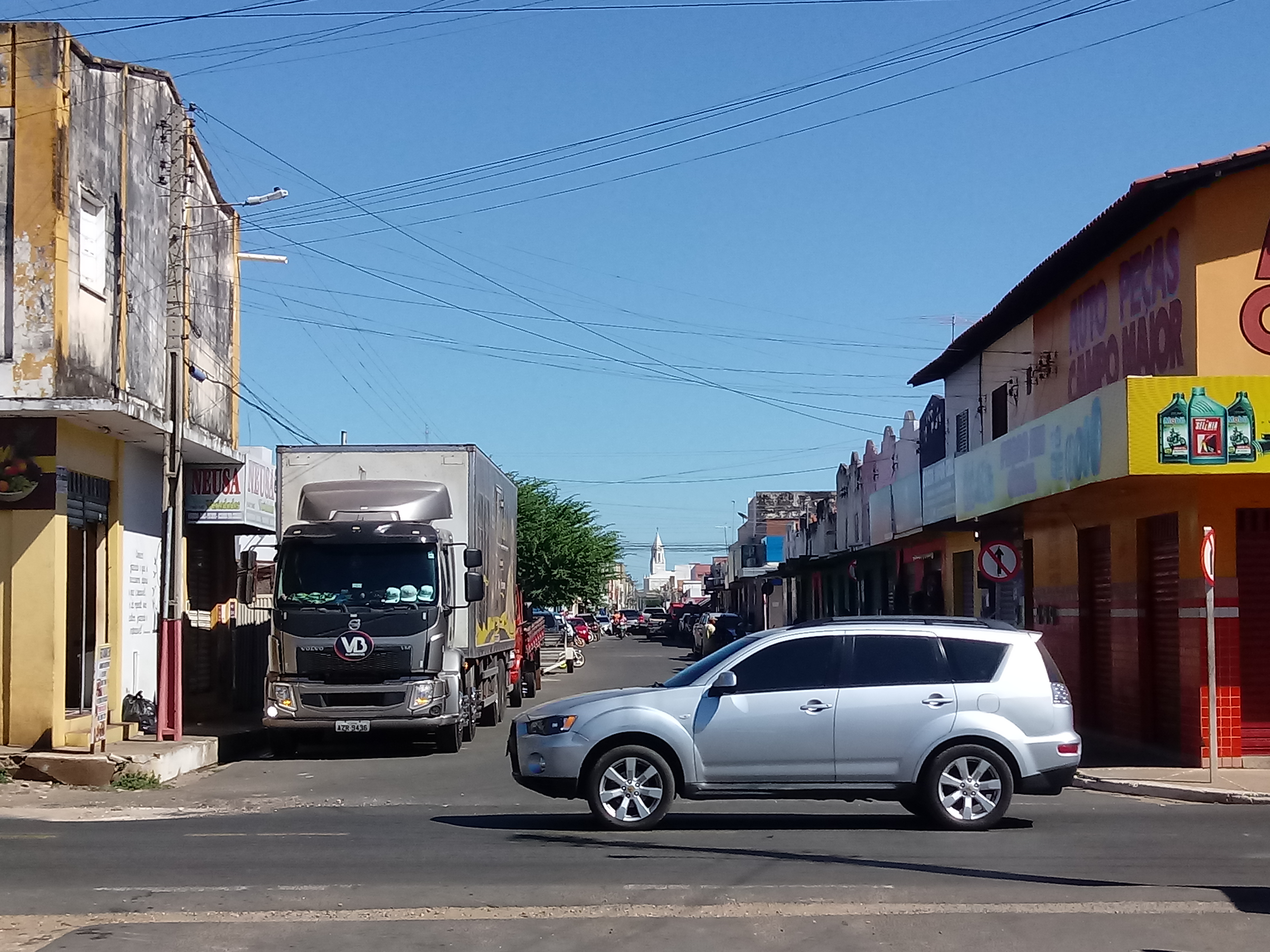
Rua Senador José Eusébio, em Campo Maior.

José Eusébio de Carvalho Oliveira, mais conhecido como José Eusébio (Campo Maior, 10 de janeiro de 1869 — 25 de abril de 1925), foi um magistrado e político brasileiro.

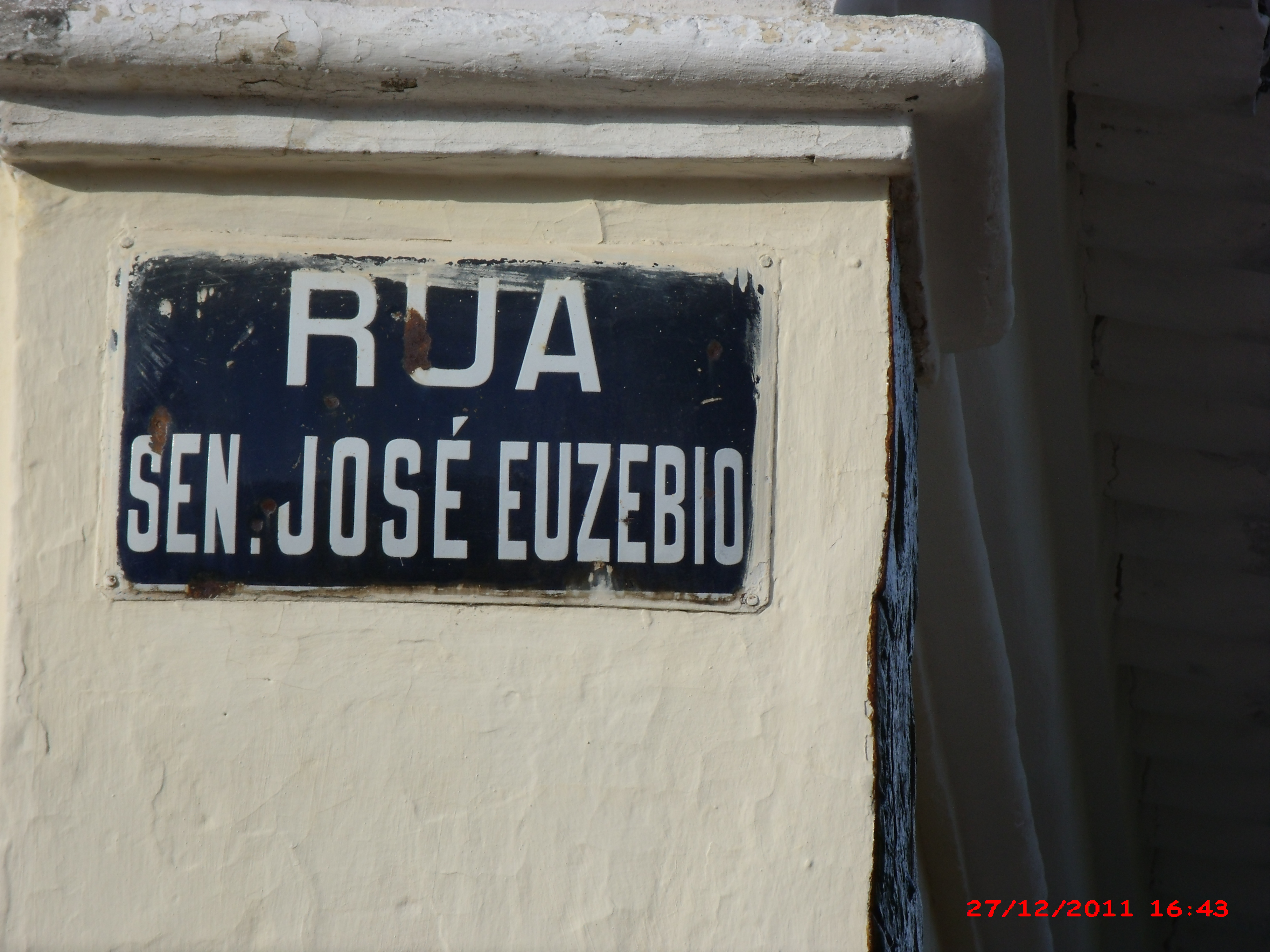
Rua sen José Euzébio em Campo Maior (Piauí), terra natal de José Eusébio.

Foi senador pelo Estado do Maranhão de 1909 a 1925, além de deputado federal.